# Кушокинское месторождение угля
Кушокинское месторождение угля, Куу-Чекинское месторождение  — находится в 55 км к северо-востоку от г. Караганды на севере поселка Кушокы Бухар-жырауского района. Кушокинское месторождение угля открыл горный инженер А.Гофман в 1839 году. Разведанное до глубины 250 км месторождение с 1963 года осваивается открытым способом. Угольные толщи, сформировавшиеся в нижнем карбоне, глубина до 800 м, делятся на ашлярик и карагандинские свиты. Образуют брахиантиклиналь. Растянуто к северо-западу, крылья заложены на 10—30° на северо-восток, и на 50-60° на юго-восток, расчленен протяжными разломами. На верхней части свиты ашлярик имеются 8 угольных слоев, толщиной 0,7—15 м (среднем 2,1—4,4 м). В карагандинской свите тоже встречаются 5 угольных слоев толщиной 1,3—26 м (ср. 4—13 м), сохранившихся во время выветривания. Общая толщина угольного слоя в этой свите 322 м, глубиной залежей 400 м. Золистость угля Кушокинского месторождения угля высокая (30—44 %), серность низкая, относится к типу средне-фосфоритных гумусных каменных углей. Мощность тепла горения 8,5 тыс. ккал/кг. Уголь употребляется исключительно в виде энергетического топлива. Общий резерв угля 651 млн. т, из них 152 млн. т можно вырабатывать открытым методом.